# North Providence
North Providence é uma vila localizada no estado americano de Rhode Island, no condado de Providence. Foi fundada em 1636 e incorporada em 1765.

## Geografia
De acordo com o United States Census Bureau, a vila tem uma área de 14,9 km², onde 14,6 km² estão cobertos por terra e 0,3 km² por água.

## Demografia
Segundo o censo nacional de 2010, a sua população é de 32 078 habitantes e sua densidade populacional é de 2 203,16 hab/km². Possui 15 372 residências, que resulta em uma densidade de 1 055,77 residências/km².